# Anarquismo en Francia
El anarquismo en Francia tiene sus raíces en el siglo XVIII. Muchos anarquistas, entre ellos Los Iguales, participaron en la Revolución Francesa. El pensador Pierre-Joseph Proudhon, que creció durante el período de la Restauración, fue el primero en reivindicarse anarquista. Muchos otros intelectuales, artistas y entusiastas propagandistas del anarquismo fueron originarios de Francia. Los anarquistas franceses también participaron en los levantamientos revolucionarios posteriores, destacándose entre ellos la Comuna de París de 1871. El anarquismo en Francia también desarrolló diversas tendencias; las principales han sido el anarcosindicalismo, el ilegalismo, el individualismo y el anarcocomunismo. Los anarquistas franceses también lucharon en la guerra civil española de 1936 como voluntarios en las filas de la  CNT-FAI.

## De la Segunda República a la Federación del Jura

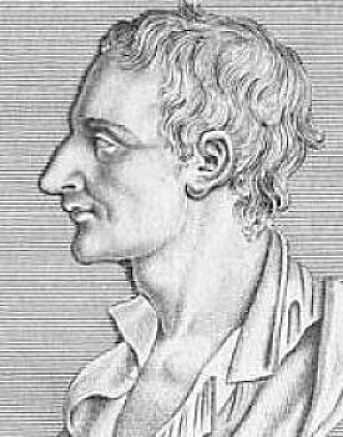
Sylvain Maréchal

Las corrientes anarcocomunistas hicieron su aparición durante la Revolución Francesa; Sylvain Maréchal, en su Manifiesto de los iguales (1796), reivindicó «el disfrute comunal de los frutos de la tierra» y avanzar en el futuro hacia la desaparición de «la repugnante distinción entre ricos y pobres, grandes y pequeños, amos y sirvientes, de gobernadores y gobernados».
El término «libertario» deriva del francés libertaire, acuñado por el anarquista comunista Joseph Déjacque, que abandonó Francia luego del golpe de diciembre de 1851 y se estableció en los Estados Unidos. Allí fundaría Le Libertaire, el primer periódico anarquista-comunista de ese país. Otros anarquistas de ese período fueron Ernest Cœurderoy, que tuvo que exiliarse luego de la manifestación del 13 de junio de 1849, rehusando retornar a Francia luego de la amnistía de 1859. Anselme Bellegarrigue fue el editor de uno de los primeros periódicos anarquistas, que se titulaba L'Anarchie, journal de l'ordre (La Anarquía, diario del orden) durante la Segunda República Francesa en 1850.

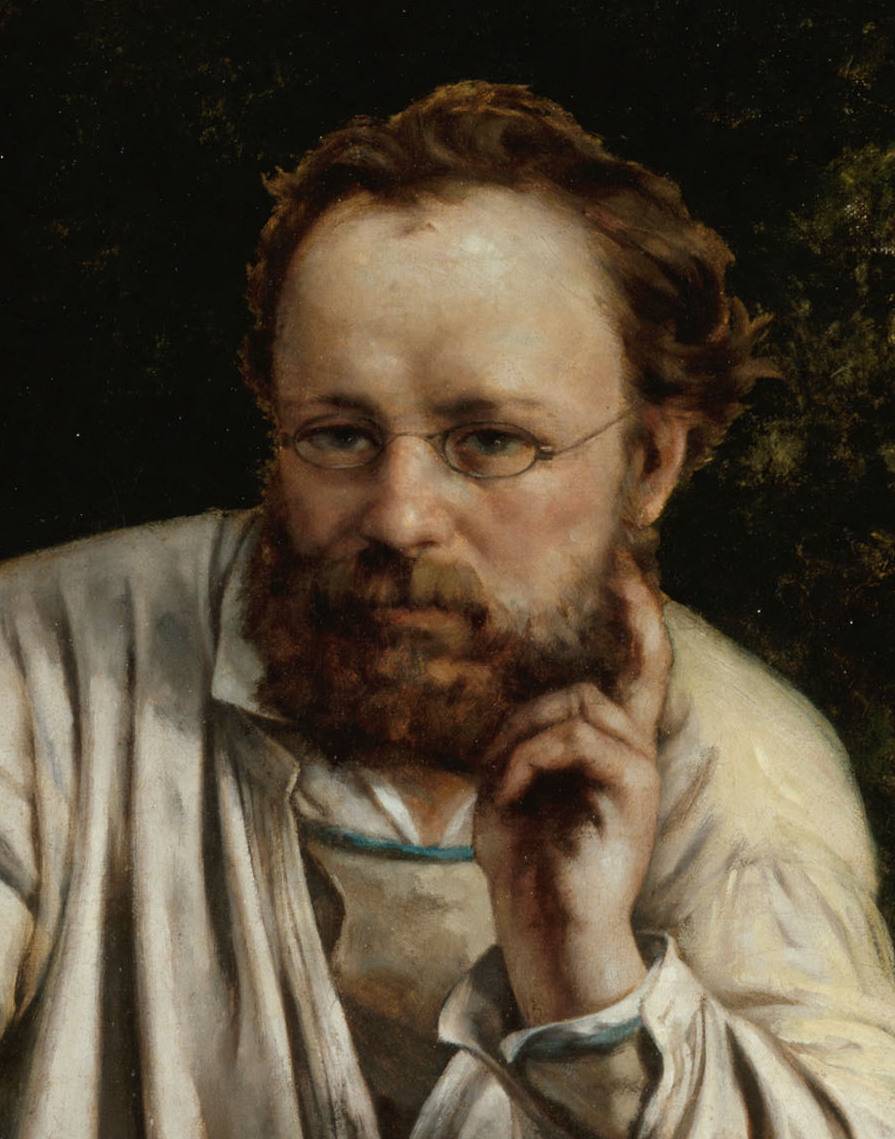
Pierre-Joseph Proudhon, el primero en reivindicarse con el término “anarquista”.

Pierre-Joseph Proudhon (1809–1865) fue el primer filósofo en denominarse a sí mismo como «anarquista». Proudhon se opuso al gobierno (y a toda forma de coerción) porque protegía a los capitalistas, banqueros y a los rentistas y terratenientes, y privilegiaba la acumulación y la adquisición de la propiedad de la tierra, porque según sostenía, obstaculizaba la competencia y mantenía la riqueza en las manos de una minoría. Proudhon reivindicaba el derecho de los individuos a retener para sí el producto de su trabajo, considerando como ilegítima toda propiedad que excediera la capacidad de un individuo para trabajarla, es decir, solo era legítima la propiedad de usufructo. La propiedad privada podría ser esencial para la libertad humana, pero también un camino hacia la tiranía: la primera como producto del trabajo y el esfuerzo individual; la segunda como resultado de la explotación del trabajo, la ganancia (plusvalor), el interés, la renta o los impuestos. Proudhon generalmente las distinguía llamando a la primera “posesión” y a la segunda forma como “propiedad”. Para las industrias en gran escala, Proudhon favorecía la creación de asociaciones de trabajadores para reemplazar el trabajo asalariado y en oposición a la propiedad de la tierra.
Proudhon sostenía que los trabajadores deberían conservar la totalidad del producto de sus trabajo y que el monopolio del crédito y de la tierra eran fuerzas que se oponían a este fin. Defendía un sistema económico que incluía la propiedad privada como posesión y el intercambio en un mercado sin ganancias ni beneficios, al que denominaba mutualismo. La filosofía proudhoniana fue rechazada por Joseph Déjacque que reivindicaba una versión primigenia del anarcocomunismo, cuando en una carta declaraba que “no es el producto del trabajo de él o ella a lo que el obrero debe terner derecho, sino a la satisfacción de las necesidades de él o de ella, cualquiera sea su naturaleza”.
Luego de la fundación de la Primera Internacional, o Asociación Internacional de los Trabajadores (AIT) en Londres en 1864, Mijaíl Bakunin hizo la primera tentativa de crear una organización antiautoritaria revolucionaria, la "Fraternité internationale révolutionnaire" conocida como la “Alianza”. Esta fue renovada en 1868, con la creación de la "Frères internationaux" o también llamada Alianza Internacional de la Democracia Socialista”.
Bakunin y otros federalistas fueron excluidos por Karl Marx de la Primera Internacional en el Congreso de La Haya de 1872, y formaron la Federación del Jura, que se reunió con otros antiautoritarios y federalistas en el Congreso de 1873 en Saint-Imier, que dio origen a la Internacional de Saint-Imier (1872–1877). 
Piotr Kropotkin comenzó a editar en francés Le Révolté en Ginebra en 1878. La Révolution Sociale fue el primer periódico anarquista en Francia publicado después de la Comuna, a partir de 1880. Al año siguiente, los anarquistas se reunieron en la Conferencia de Londres de 1881. Émile Pouget fundó en 1878 el periódico Père Peinard y Zo d'Axa publicó EnDehors en 1891.

## Los anarquistas en la Comuna de París
En 1870 Mijaíl Bakunin encabezó un alzamiento en la ciudad de Lyon sobre los fundamentos en que poco después se basaría la Comuna de París, llamando a una rebelión general en respuesta al colapso del gobierno francés durante la Guerra Franco-Prusiana, a fin de transformar un conflicto de tipo imperialista en una revolución social. En sus Cartas a un francés, proponía una alianza entre la clase obrera y el campesinado, y una primitiva formulación de los métodos de acción directa.

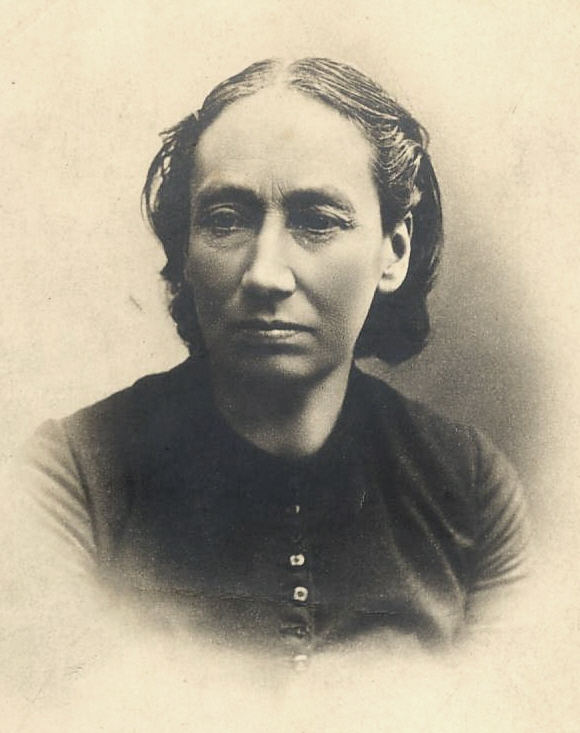
Louise Michel

Louise Michel fue una importante anarquista que participó en la Comuna de París. Trabajó primero como enfermera socorrista de quienes eran heridos en las barricadas. Durante el Sitio de París arengó incansablemente a los comuneros en la resistencia contra los invasores prusianos. Una vez establecida la Comuna, se incorporó a la Guardia Nacional. Se ofreció como voluntaria para asesinar a Thiers y sugirió la destrucción de la ciudad de París como represalia por su rendición. 
En diciembre de 1871, fue llevada ante el sexto consejo de guerra, bajo los cargos de ofensas, intento de derrocamiento del gobierno, incitación a la rebelión popular armada y la utilización de armas y uniforme militar. Desafiante, juró nunca renunciar a la Comuna y retó a los jueces a que se atrevieran a condenarla a muerte por sus acciones. Michel declaró ante la corte: "Ya que parece que cada corazón que late por la libertad solo tiene derecho a un pedazo de plomo, demando mi porción. Si me dejan vivir, nunca dejaré de reclamar venganza."
Luego de la Comuna de París de 1871, el movimiento anarquista, al igual que todo el movimiento obrero, fue decapitado y afectado profundamente durante los años siguientes.

## La propaganda por el hecho
Algunos integrantes del movimiento anarquista radicados en Suiza comenzaron a teorizar sobre los que se conoce como propaganda por el hecho. Después del intento de asesinato de Auguste Vaillant los "Republicanos Oportunistas" votaron la primera ley antiterrorista en 1893, que fue inmediatamente denunciada como las lois scélérates. Estas leyes restringían severamente la libertad de expresión. La primera de ellas condenaba la apología de cualquier delito o crimen como si fuera un crimen en sí mismo, permitiendo una amplia censura de la prensa. La segunda ley permitía condenar a cualquier persona directa o indirectamente involucrada en cualquier acto de “propaganda por el hecho”, incluso cuando no hubiera ocurrido ninguna muerte como consecuencia del acto. La última de ellas condenaba a cualquier persona o periódico que realizase propaganda anarquista, y por extensión a los socialistas libertarios o a los exmiembros de la AIT:

"1. Soit par provocation, soit par apologie [...] incité une ou plusieurs personnes à commettre soit un vol, soit les crimes de meurtre, de pillage, d'incendie [...] ; 2. Ou adressé une provocation à des militaires des armées de terre et de mer, dans le but de les détourner de leurs devoirs militaires et de l'obéissance qu’ils doivent à leurs chefs [...] serait déféré aux tribunaux de police correctionnelle et puni d'un emprisonnement de trois mois à deux ans."
"1. Ya sea por provocación o por apología... [cualquiera que haya] alentado a una o más personas a cometer un atraco, un asesinato, un saqueo o un incendio...; 2. O que haya dirigido una provocación a las fuerzas armadas del Ejército o de la Marina, con ánimo de distraerlos de sus deberes militares y la obediencia debida a sus superiores... será llevado ante un tribunal y condenado a sentencias de prisión de 3 meses a 2 años.

De esta forma se restringía rigurosamente la libertad de palabra, la adhesión a la propaganda por el hecho y el antimilitarismo. Algunas personas fueron condenadas a prisión en 1894 por alegrarse de la muerte del presidente de Francia Sadi Carnot, asesinado por el anarquista italiano Caserio. El término lois scélérates entró en el lenguaje popular para designar a cualquier ley injusta o inflexible , en particular la legislación antiterrorista que generalmente reprime también a los movimientos sociales como un todo.

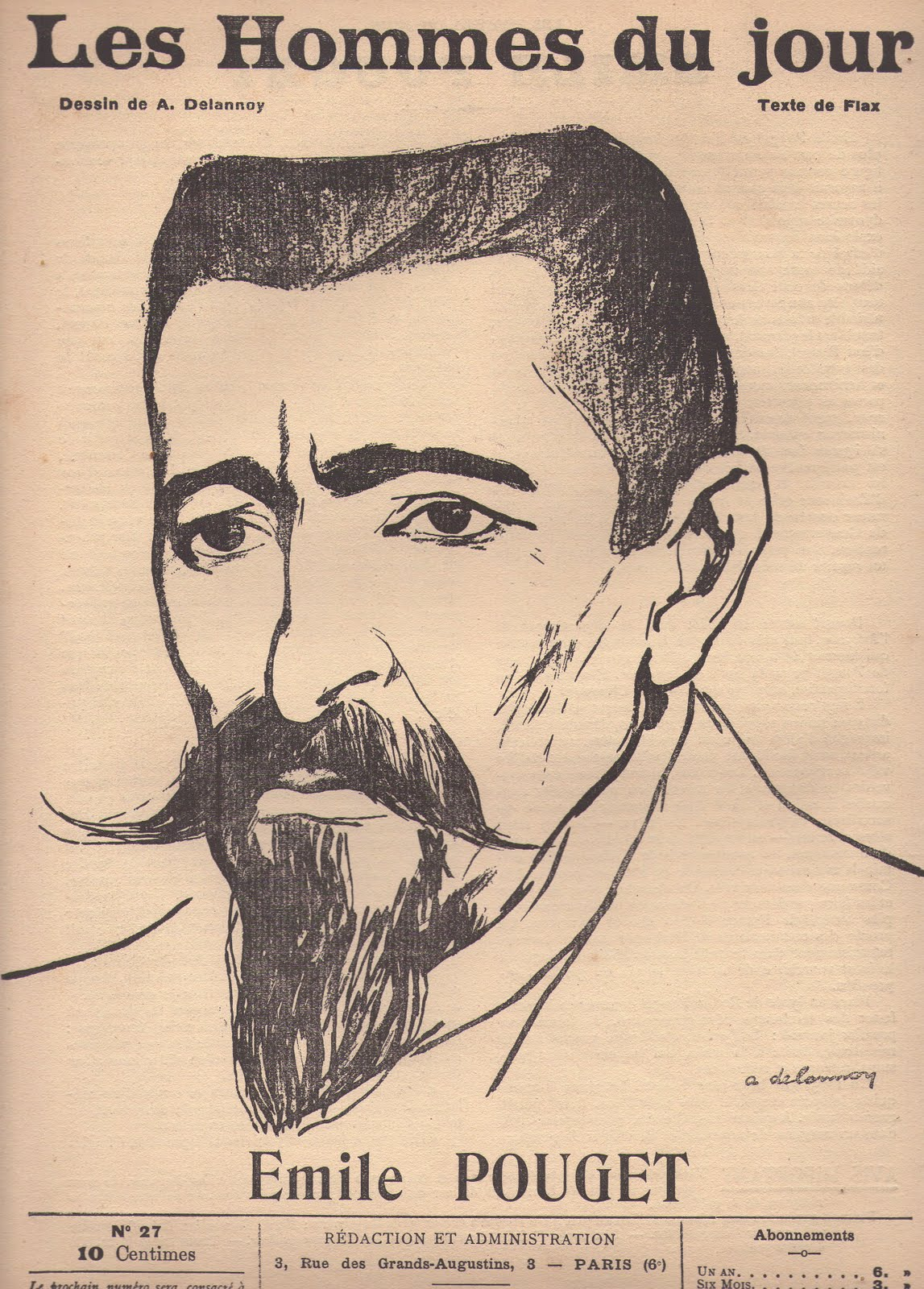
Émile Pouget

## El exilio británico
El Reino Unido pronto se convirtió en el último refugio para los perseguidos políticos, en particular anarquistas, que en su mayoría no estaban de acuerdo con el reducido grupo que reivindicaba la propaganda por el hecho. Tiempo antes, la Primera Internacional había sido fundada en Londres en 1871, donde Karl Marx se había refugiado unos 20 años atrás. Pero en la década de 1890 el Reino Unido se había convertido en un nido de anarquistas refugiados del continente, en especial entre 1892 y 1895, que había alcanzado el pico represivo con el Juicio de los treinta, que tuvo lugar en 1884. Louise Michel, llamada la "Virgen Roja", Émile Pouget o Carlos Malato eran los más famosos de muchísimos anarquistas anónimos, desertores o simples criminales que habían huido de Francia y otros países de Europa continental. Muchos de estos retornaron a Francia luego de la amnistía decretada por el presidente Félix Faure en febrero de 1895. Unos pocos cientos de personas relacionadas con el movimiento anarquista peranecerían en el Reino Unido entre 1880 y 1914, sin embargo. 
El derecho de asilo político era una tradición británica desde la época de la Reforma en el siglo XVI. Con todo, esta tradición iría decayendo progresivamente, y los inmigrantes franceses serían vistos con hostilidad creciente. Incluso hubo algunas campañas xenófobas en la prensa durante los años ‘90, exigiendo restricciones al ingreso de radicales extranjeros, en especial exiliados franceses.

## 1895-1914
El 16 de noviembre de 1895 publicó su primer número el periódico Le Libertaire, fundado por Sébastien Faure, siendo uno de los pilares de la campaña a favor de Alfred Dreyfus y Louise Michel. La central sindical Confédération générale du travail (CGT), fue creada ese mismo año de la unión de varias "Bolsas de trabajo" (inspiradas por Fernand Pelloutier) y de uniones y federaciones obreras. Dominada por los anarcosindicalistas, la CGT adoptó la Carta de Amiens en 1906, un año después de la unificación de las otras tendencias socialistas en la sección francesa de la Segunda Internacional, liderada por Jean Jaurès y Jules Guesde.
Solo ocho delgados franceses asistieron al Congreso Anarquista Internacional de Ámsterdam en agosto de 1907. Según el historiador Jean Maitron, el movimiento anarquista en Francia estaba dividido en dos tendencias: una rechazaba toda forma de organización (antiorganizacionistas) y por lo tanto se oponían a toda idea de participar en un congreso internacional; la otra ponía sus esperanzas en el sindicalismo y la organización obrera. Entre los asistentes all congreso se encontraban Benoît Broutchoux, Pierre Monatte y René de Marmande.
Hubo algunas tentativas de organización que siguieron al congreso, pero tuvieron poca duración. En el norte industrial, los anarquistas de Lille, Armentières, Denains, Lens, Roubaix y Tourcoing decidieron convocar a un congreso en diciembre de 1907, acordando la fundación del periódico Le Combat, cuyo grupo editor funcionaba como un comité informal de una federación tácita. Otra federación fue creada en el Sena y en Seine-et-Oise en unió de 1908.

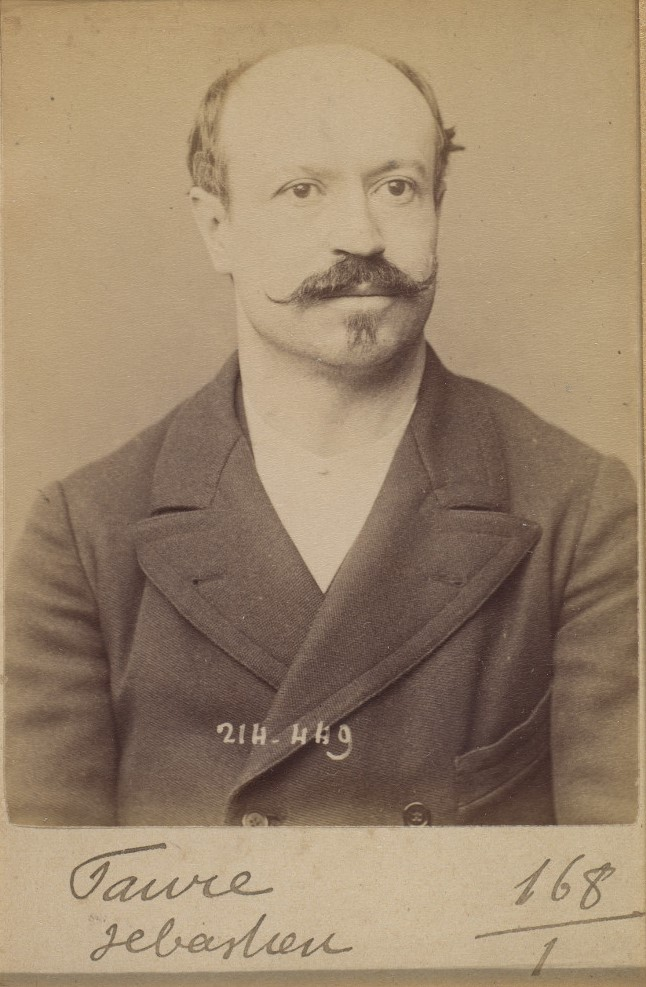
Sébastien Faure

 Sin embargo, al aproximarse las elecciones legislativas de 1910, se estableció un comité antiparlamentario, que luego de las elecciones continuó actuando en lugar de disolverse, y con el tiempo se convirtió en una organización estable: la Alliance Communiste Anarchiste. Esta nueva organización no estaba compuesta por miembros permanentes. Tuvo varios militantes destacados que se opusieron a este grupo, entre ellos Jean Grave, y rápidamente fue reemplazado por la Fédération Communiste Anarchiste (Federación Comunista Anarquista).
Esta Federación Comunista Anarquista fue fundad en junio de 1911 con 400 miembros de la región de París. Pronto tomó el nombre de Fédération Anarcho-Communiste (Federación Anarco-Comunista), siendo Louis Lecoin su secretario. En agosto de 1913 fue substituida por la Fédération Communiste Révolutionnaire Anarchiste, liderada por Sébastien Faure.
El abanico anarquista también incluía a los partidarios del anarquismo individualista. Estos se aglutinaban alrededor de publicaciones como L’Anarchie y EnDehors. Los teóricos principales de la tendencia individualista eran Émile Armand y Han Ryner quienes fueron influyentes en la península ibérica. Otros importantes individualistas fueron Albert Libertad, André Lorulot, Victor Serge, Zo d'Axa y Rirette Maitrejean. Influenciados por la doctrina del egoísmo de Max Stirner y los atentados de Clément Duval y Marius Jacob, Francia fue la cuna del ilegalismo, una tendencia anarquista controvertida que defendió sin tapujos la delincuencia.
Las relaciones entre los individualistas y los anrcocomunistas eran más bien escasas en los tiempos de preguerra. Luego del juicio a la Banda Bonnot, la FCA condenó el individualismo como burgués capitalista. Un artículo atribuido a Kropotkin publicado en el periódico británico Freedom, manifestaba que "los jóvenes camaradas de pocas luces suelen ser atraídos por la lógica aparente de los ilegalistas; los marginales nunca se sienten a gusto con las ideas anarquistas y cierran sus oídos a cualquier forma de propaganda."
Luego del asesinato del líder socialista antimilitarista Jean Jaurès pocos días antes del comienzo de la Primera Guerra Mundial y la subsiguiente adhesión de la Segunda Internacional y el movimiento obrero a la guerra, hubo incluso algunos anarquistas que apoyaron al gobierno de la Union Sacrée). Jean Grave, Piotr Kropotkin y otros publicaron el Manifiesto de los dieciséis, que apoyaba la Triple Entente contra Alemania. Un número clandestino del Libertaire se publicó el 15 de junio de 1917.

### El anarquismo individualista francés

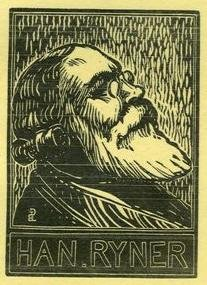
Han Ryner

Del legado de Proudhon y Stirner surgió una fuerte tradición individualista en el movimiento anarquista francés. Uno de los pioneros de la tendencia fue Anselme Bellegarrigue. Partició en la Revolución Francesa de 1848, fue el autor del periódico Anarchie, Journal de l'Ordre y Au fait ! Au fait ! Interprétation de l'idée démocratique y escribió un importante Manifiesto Anarquista en 1850. Entre 1887 y 1888 se editó la publicación individualista Autonomie Individuelle, a cargo de Jean-Baptiste Louiche, Charles Schæffer y Georges Deherme.
Posteriormente esta tradición continuó con intelectuales como Albert Libertad, André Lorulot, Émile Armand, Victor Serge, Zo d'Axa y Rirette Maitrejean que desarrollaron la teoría indivualista en el periódico más destacado de la tendencia: L’Anarchie (1905). Paralelamente, Han Ryner escribió Petit Manuel individualiste (1903). Luego apareció L'EnDehors, fundado por Zo d'Axa en 1891.

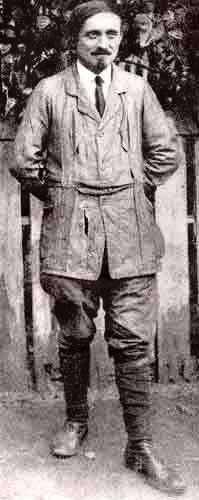
Émile Armand

El anarquismo individualista francés exponía una serie de posiciones diversas. Por ejemplo, Émile Armand rechazaba la violencia y reivindicaba el mutualismo y era un activo propagandista del amor libre, mientras que Albert Libertad y Zo d'Axa eran influyentes en los círculos que adherían a la violencia y aceptaban la propaganda por el hecho, además de adherir al anarcocomunismo y rechazar el trabajo. A su vez, Han Ryner conciliaba el anarquismo con el estoicismo. Pero en todos los círculos individualistas existía un fuerte sentido de defensa de la libertad individual. El naturismo y el amor libre eran prácticas que tuvieron una fuerte influencia en los círculos individualistas, expandiéndose al resto del movimiento anarquista, en especial en España.
El anarquismo naturista fue impulsado por Henri Zisly, Emile Gravelle y Georges Butaud. Butaud era un individualista "partidario de las comunidades libres", editor de Flambeau ("un enemigo de la autoridad") en 1901 en Viena. Puso sus energías en la creación de colonias anarquistas (communautés expérimentales) en la que muchas veces participó.
"En este sentido, las posiciones teóricas y las experiencias de vida del individualismo francés eran profundamente iconoclastas y escandalosas, incluso para los círculos libertarios. La reivindicación del nudismo, la ardua defensa de los métodos de control de la natalidad, la idea de "uniones de egoístas" para la práctica del sexo, lo cual se podía realizar no sin dificultades, estableció una forma de pensamiento y acción que resultó en la simpatía de algunos y en el enérgico rechazo de los otros."

### Ilegalismo

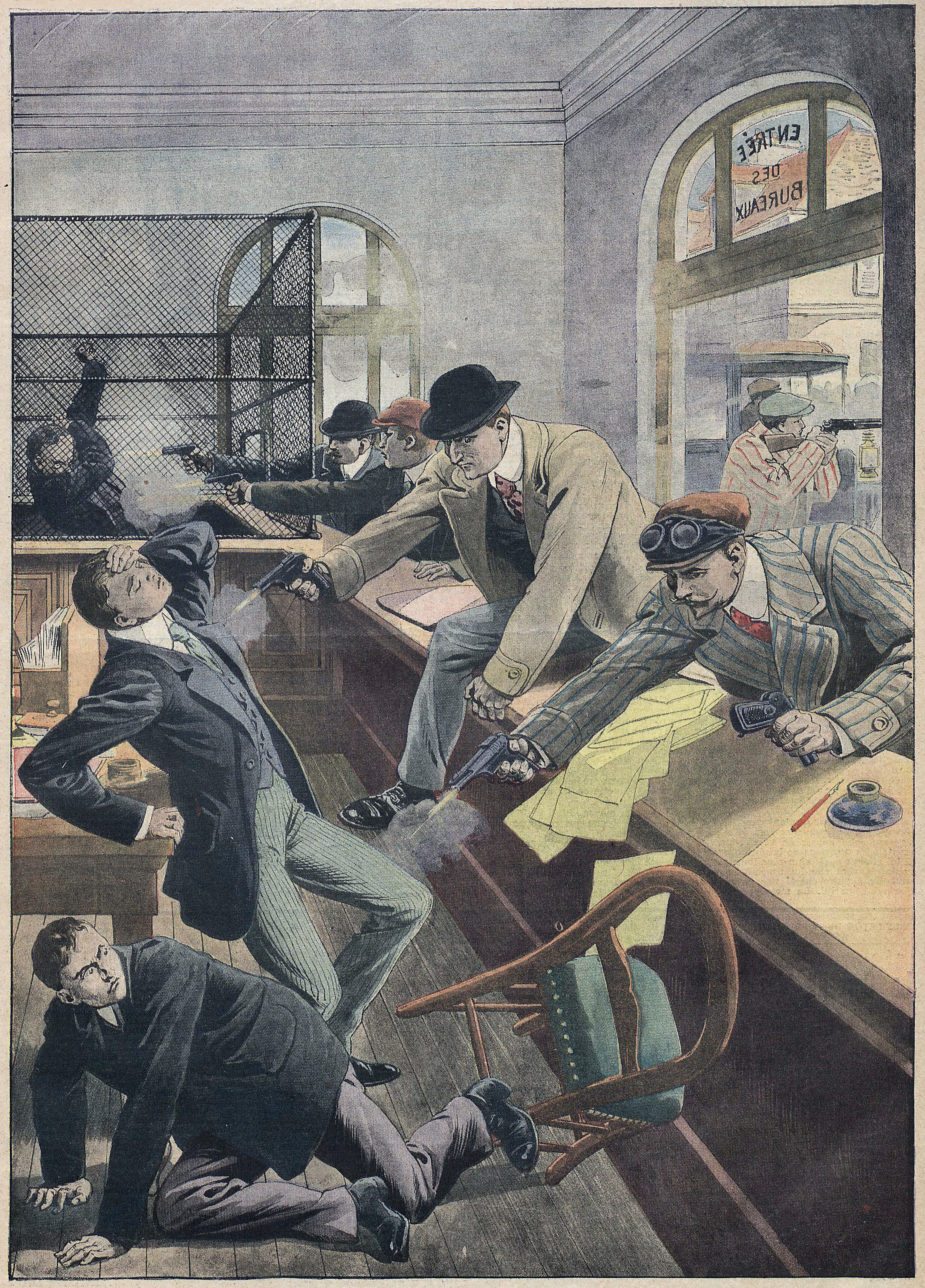
Ataque a Chantilly por la Banda Bonnot.

El ilegalismo es una filosofía anarquista que se desarrolló inicialmente en Francia, Italia, Bélgica y Suiza durante los albores del siglo XX como derivación de las ideas del individualismo de Max Stirner. Los ilegalistas generalmente no procuraban dar un fundamento moral a sus actos, reconociendo solo la realidad de “lo posible” frente a “lo correcto”. Para la mayoría de sus adeptos, los actos ilegales eran realizados simplemente para satisfacer un deseo personal, y no para un fin moral trascendente o superior, aunque algunos cometieron crímenes dentro de los que enmarcaría como Propaganda por el hecho.  Los ilegalistas adhirieron a la acción directa y la propaganda por el hecho.
Influenciados por el teórico egoísta anarquista Max Stirner, así como por la teoría de la propiedad de Proudhon, Clément Duval y Marius Jacob propusieron la teoría de la “venganza individual”, que justificaba los robos a los ricos y la acción directa contra los explotadores y el sistema capitalista y de gobierno.,
El ilegalismo primero obtuvo preponderancia en la generación europea inspirada en los disturbios de la década de 1890, durante la cual Ravachol, Émile Henry, Auguste Vaillant, y Caserio cometieron osados atentados en nombre del anarquismo. El grupo ilegalista más famoso fue la Banda de Jules Bonnot.

## El período de entreguerras
Finalizada la Primera Guerra Mundial, la Confédération Générale du Travail tomó un cariz más reformista y los anarquistas progresivamente fueron abandonándola. Inicialmente dominada por los anarocosindicalistas, la CGT se dividió en una fracción no-comunista y otra procomunista (CGTU), en el congreso de Tours (1920) que dio lugar a la creación del Partido Comunista de Francia (PCF). Se editó una nueva época del Libertaire y los anarquistas anunciaron la creación de una nueva Federación Anarquista. La Union Anarchiste (UA) fue fundada en noviembre de 1919 en oposición a los bolcheviques, y el 4 de diciembre de 1923 salió a la calle el primer periódico diario del Libertaire.
Los exiliados rusos, entre los que se encontraban Nestor Makhno y Piotr Arshinov, fundaron en París la revista Dielo Trouda (Дело Труда, La Causa del Trabajo) en 1925. Makhno participó en la publicación de la Plataforma Organizativa de los Comunistas Libertarios, que propuso ideas acerca de cómo los anarquistas debían organizarse, basándose en las experiencias de la Ucrania revolucionaria durante la Revolución Bolchevique. El documento fue enérgicamente rechazado por la amplia mayoría de los anarquistas, y aún despierta controversias, ya que en la actualidad conserva una minoría de adeptos. El plataformismo fue arduamente criticado por Volin, Malatesta, Faure, Camillo Berneri, Luigi Fabbri y otros teóricos de renombre, advirtiendo sobre sus manifiestas y potenciales derivaciones autoritarias, disciplinadas y jerárquicas. Archinov renunció al anarquismo y se pasó a las filas bolcheviques en 1927. Makhno murió en 1934 y asistieron a su funeral unas 500 personas en cementerio de Père-Lachaise.
En junio de 1926 se publicó la Plataforma para una Unión General de Anarquistas, y que fue respondida por Volin con la propuesta de la “Síntesis Anarquista”, que originó la tendencia conocida como sintetismo, con el artículo "Le problème organisationnel et l'idée de synthèse". Luego del Congreso de Orléans entre el 12 y el 14 de junio de 1926, la Unión Anarquista se transformó en la Union anarchiste communiste. Las diferencias entre los seguidores de la Plataforma y el Sintetismo de Volin se convirtieron en un abismo.
Durante el Congreso de la Fédération Autonome du Bâtiment, los días 13 y 14 de noviembre de 1926 en Lyon, se creó la Confédération Générale du Travail-Syndicaliste Révolutionnaire con apoyo de miembros de la Confederación Nacional del Trabajo (CNT) española, lo que causó que los sindicalistas revolucionarios de la CGT se unieran a la nueva organización. Julien Toublet fue nombrado su secretario general y Le Libertaire pasó a ser un semanario en 1926.
Durante el Congreso de Orléans, los días 31 de octubre y 1 de noviembre de 1927, la UAC adoptó el plataformismo. La minoría que siguió a Volin se escindió y conformó la Association des Fédéralistes Anarchistes (AFA) que difundía La Voix Libertaire. Algunos sintetistas posteriormente se reafiliaron a la UAC en 1930, y fueron quienes finalmente tomaron la iniciativa durante el Congreso del 20 y 21 de mayo de 1934, a fin de unir al movimiento anarquista frente al avance del fascismo. Se conformó un movimiento antifascista en la izquierda francesa, del cual participaron los anarquistas. La AFA se autodisolvió y se conformó en un nuevo grupo, rebautizado Union Anarchiste. Sin embargo, luego de una escisión de la UA se conformó la Fédération Communiste Libertaire.
Por entonces los anarquistas participaron de la huelga general durante el Frente Popular (1936–38) que llevó a los Acuerdos de Matignon de 1936, con la obtención de la semana laboral de 40 horas. Liderado por Léon Blum, el Frente Popular no intervino en la guerra civil española debido a la presencia del Partido Radical-Socialista de Francia en el gobierno. De esta forma, el gobierno de Blum bloqueó el paso de las Brigadas Internacionales por la frontera y envió ambulancias al bando republicano, mientras que Hitler y Mussolini enviaban armas y tropas a Franco. En la misma línea, Blum rechazó unirse al boicot contra los Juegos Olímpicos de Berlín de 1936. Algunos anarquistas se unieron a Solidarité Internationale Antifasciste (SIA), que ayudaba a los voluntarios a cruzar la frontera ilegalmente, mientras otros viajaron a España a incorporarse a la Columna Durruti, que tenía un contingente francés conocido como la Centuria Sébastien Faure. A partir de una fractura de la UA surgió la Fédération Anarchiste de Langue Française (FAF), que denunció la connivencia de los anarquistas franceses con el Frente Popular, así como criticó duramente a la Confederación Nacional del Trabajo y a la Federación Anarquista Ibérica por su participación en el gobierno republicano español. La FAF editaba Terre Libre, con la colaboración de Volin. 
Previo al inicio de la Segunda Guerra Mundial, en Francia existían dos organizaciones anarquistas: la Union Anarchiste (UA), con el periódico Le Libertaire, y la Fédération Anarchiste Française (FAF) que editaba el mencionado Terre libre. Sin embargo, a diferencia del Partido Comunista francés que había conformado una red clandestina ante la inminencia de la guerra, los anarquistas no organizaron ninguna infraestructura clandestina para el año 1940, en que Francia movilizó sus tropas. Durante la Batalla de Francia, los anarquistas quedaron completamente desarticulados y desorientados.

## Durante la República de Vichy
La ocupación del territorio francés por el ejército alemán, dejó al país dividido en una zona controlada por el gobierno francés filo-nazi del Mariscal Philippe Pétain, y otra parte controlada por los alemanes. La resistencia francesa contra la ocupación nazi comenzó a organizarse alrededor de 1942-1943. La Policía francesa dirigida por René Bousquet y Jean Leguay, bajo supervisión de la Gestapo, comenzó la persecución de anarquistas, comunistas, socialistas, judíos y masones.
El 19 de julio de 1943, se realizó una reunión clandestina de activistas anarquistas en Toulouse. Durante 1944, la nueva Fédération Anarchiste decidió relanzar clandestinamente Le Libertaire, en diciembre de 1944. Luego de la Liberación el periódico comenzó a salir de forma bimestral.

## La Cuarta República (1945-1958)
La Fédération anarchiste (FA) fue fundada en París el 2 de diciembre de 1945, eligiendo en 1947 a George Fontenis como su primer secretario durante su 3.º Congreso de Angers . Estaba integrada por activistas que en su mayoría habían pertenecido a la vieja FA (encuadrada en el sintetismo de Volin) y algunos miembros de la disuelta Union Anarchiste, que había apoyado la táctica colaboracionista de la CNT-FAI con el gobierno republicano español, así como de jóvenes que habían participado en la Resistencia al nazismo. También se creó una organización juvenil, las Jeunesses Libertaires (Juventudes Libertarias).
Con excepción de algunos grupos individualistas seguidores de Émile Armand, que editaban L’Unique y L’EnDehors, y algunos pacifistas como Louvet y Maille que publicaban A contre-courant, los anarquistas franceses habían quedado todos unidos en la FA. Además, se estableció una estructura confederal para coordinar las publicaciones de Louvet y el periódico Ce qu’il faut dire, la minoría anarcosindicalista de la CGT reunificada (agrupados en la Fédération syndicaliste française (FSF), representaban la corriente 'Action syndicaliste' dentro de la CGT), y el semanario Le Libertaire. La FSF finalmente se transformó en la actual Confédération Nationale du Travail (CNT) el 6 de diciembre de 1946, publicando como órgano de prensa Le Combat Syndicaliste. Participaron anarcosindicalistas españoles en el exilio junto con exmiembros de la CGT-SR. La CNT francesa más tarde se dividiría dos: CNT-Vignoles y CNT-AIT (sección francesa de AIT).
Los anarquistas impulsaron las huelgas insurreccionales de 1947 en la fábrica Renault factories, reprimidas por el ministro del interior socialista Jules Moch, que creó para esa situación la policía antimotines Compagnies Républicaines de Sécurité (CRS). Debido a las divisiones internas de la CNT, algunos activistas de la FA decidieron participar en la creación de l la reformista CGT-FO, surgida de una escisión de la CGT de los comunistas.
La FA participó en el Congreso Anarquista Internacional de Puteaux en 1949, que reunió a las organizaciones estructuradas, a grupos autónomos e individualidaes (de Alemania, Estados Unidos, Bolivia, Cuba, Argentina, Perú y otros). Algunos anarcocomunistas se organizaron alrededor de 1950 en una fracción denominada Organisation Pensée Bataille (OPB), cuyo objetivo era imponer una política única y una organización centralizada a la FA.
Entre el 12 y el 14 de mayo de 1951 durante le congreso de Lille, la FA decidió sustituir el voto individual por el grupal, aceptando una propuesta del Grupo Louise Michel que lideraba Maurice Joyeux. Las posiciones adoptadas obtendrían un satus de federales, pero no se impondrían a los individuos. Los individualistas se opusieron a esta propuesta, pero no pudieron bloquear su aprobación. El 6 de julio de 1951 se publicó el manifiesto surrealista "Haute fréquence" en el periódico Le Libertaire. Por entonces, algunos surrealistas comenzaron a trabajar junto a la FA. El 12 de octubre se publicó la “Déclaration préalable”, un manifiesto anarco-surrealista, en dicho periódico.
Durante el Congreso de junio de 1952 en Burdeos, la FA adoptó una clara orientación comunista libertaria, lo cual la llevó a su primera escisión en octubre. El grupo escindido se reunió en torno al boletín titulado l'Entente anarchiste, bulletin de relation, d'information, de coordination, et d'étude organisationnelle du mouvement anarchiste, cuyo primer número salió a la luz el 30 de octubre de 1952. La "Entente" reunía entre otros militantes a Georges Vincey, Tessier, Louis Louvet, André Prudhommeaux, Raymond Beaulaton y Fernand Robert.
Le Libertaire publicó el 5 de junio de 1952 una carta de Albert Camus sobre el estudio de Gaston Leval acerca de "Bakunin et L’Homme révolté" 

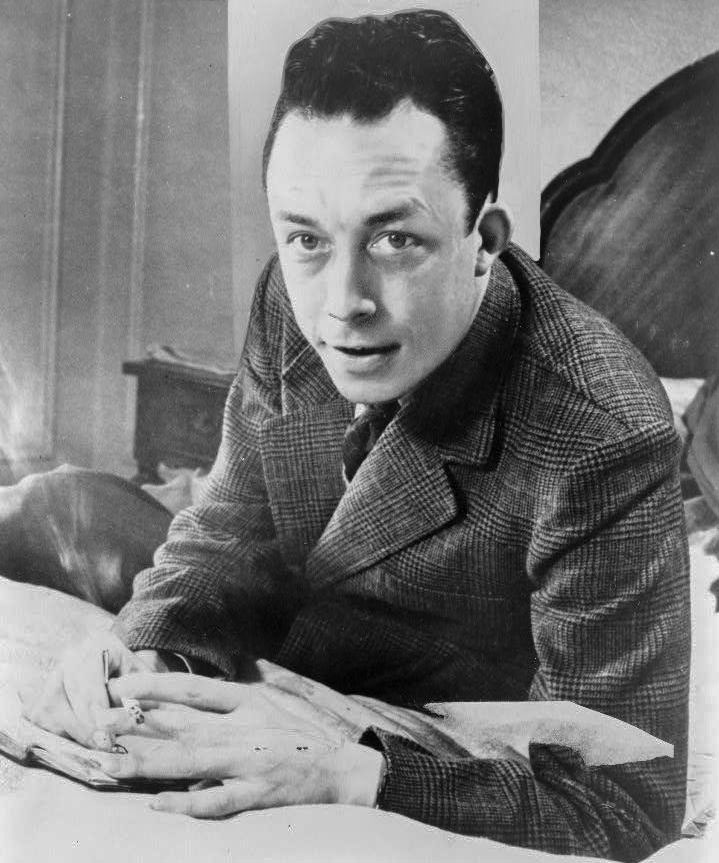
Albert Camus

La FA se transformó en la Fédération Communiste Libertaire (FCL) después del Congreso de París de 1953, por 71 contra 61 votos, al mismo tiempo en Le Libertaire se publicaba un artículo que anunciaba el fin de la cooperación con los surrealistas. La FCL logró reagrupar entre 130 y 160 activistas. Durante los días 25 al 27 de diciembre de 1953, en el congreso de Montmartre, se organizó la reconstrucción de la FA (como organización sintetista), a partir de los grupos excluidos y de los antiguos militantes que en los años precedentes habían renunciado a la FCL debido a sus “prácticas leninistas”. La "Entente Anarquista" se disolvió y se unió a la nueva FA reconstituida, obligando al dirigente Maurice Joyeux a alcanzar un compromiso con los individualistas de la Entente. El núevo método de toma de decisiones se basó en la unanimidad: cada persona tenía el derecho de veto de las orientacionesd de la federación. Mientras, la FCL publicó ese mismo año el Manifeste du communisme libertaire (Manifiesto del Comunismo Libertario).
La FCL publicó en 1954 su “programa obrero”, inspirado en las reivindicacines de la CGT. En París se fundó la Internationale comuniste libertaire (ICL), que agrupaba a los grupos italianos GAAP, a los españoles de Ruta y al Mouvement libertaire nord-africain (MLNA), pero tuvo una duración efímera. Ese año apareció el “Mémorandum du Groupe Kronstadt” (Memorándum del Grupo Kronstadt), que denunció la “orientación bolchevique” de la FCL infiltrada por el grupo secreto OPB. En octubre de 1954 se editó el primer número de Monde libertaire, de salida mensual; paralelamente la FCL editaba ‘‘Libertaire’’ y el periódico de la juventud Jeune révolutionnaire. Con el inicio de la Guerra de Argelia a fines de 1954, la FCL apoyó abiertamente la lucha del pueblo argelino, convirtiéndose en blanco de la represión estatal. 
Gaston Leval abandonó la FA en 1955 para fundar los Cahiers du socialisme libertaire. Algunos grupos abandonaron la FCL en diciembre de 1955, en desacuerdo con la decisión de presentar “candidatos revolucionarios” a las elecciones legislativas. De esta escisión surgieron los Groupes Anarchistes d'Action Révolutionnaire (GAAR), que publicaron hasta 1970 el periódico Noir et Rouge (Negro y Rojo). Los GAAR manifestaban ser la “expresión de la tendencia anarcocomunista del movimiento libertario”. Adoptaron la plataforma de Arshinov, sus propuestas de unidad táctica e ideológica, la responsabilidad colectiva y el apoyo al Frente de Liberación Nacional de Argelia. 
La Fédération Communiste Libertaire (FCL) puntualizó entonces su apoyo crítico a la lucha independentista de Argelia: anticolonialismo, apoyo a las facciones de resistencia argelinas, y trabajar en sentido de que la derrota del colonialismo llevase a una transformación revolucionaria de la sociedad. La FCL suministró explosivos y armas al MLNA. Un miembro de la FCL, Pierre Morain, fue condenado a prisión en 1955, siendo el primer francés en ser encarcelado por sus solidaridad con la causa argelina.
Reagrupados tras Robert y Beaulaton, algunos activistas de la antiegua "Entente Anarchiste" abandonaron la FA y formaron el 25 de noviembre de 1956 en Bruselas la Alliance Ouvrière Anarchiste (AOA), que editaba el periódico L’Anarchie, que dará un viraje a la derecha durante la Guerra de Argelia.
En las elecciones legislativas de enero de 1956 en París, la FCL presentó algunos candidatos y obtuvo unos escasos votos. La represión estatal recrudeció, con juicios, censura y los cierres del periódico Libertaire se tornaron corrientes. Algunos militantes de la FCL entraron en la clandestinidad para evadir la prisión (George Fontenis, Philippe, Morain y otros), mientras que el Libertaire dejó de editarse en julio de 1956. El MNLA, vinculado a la FCL, se disolvió a causa de la dura represión; los últimos miembros de la FCL fueron arrestados en 1957.

## La Quinta República (1958-1968)
En 1960 los GAAR impulsaron la Fédération Anarchiste Communiste (FAC) que pronto inició conversaciones para fusionarse con la FA, que mostaría una intención parecida durante el congreso de Trélazé. Pero no todos los miembros de la FAC estaban de acuerdo con integrar la FA. Al año siguiente se escindieron los grupos Kronstadt, de Maisons-Alfort, Lille, Estrasburgo y Grenoble, durante el congreso de Montluçon, que ingresaron a la FA conformando una corriente interna: la Union des Groupes Anarchistes Communistes (UGAC). Los miembros de la FAC que no se integraron a la FA continuaron nucleados alrededor de la revista Noir et Rouge, que continuaría hasta 1970. Una segunda corriente surgió durante 1962 en el seno de la FA: La Union Anarcho-Syndicaliste (UAS),  que se formó en una reunión en Niort en enero de 1962, con la participación de los grupos de Niort, Saintes, Burdeos y Nantes, que a su vez venían de romper con el CLADO, Comité de Liaison et d'Action. Pronto, la UAS buscó un acercamiento con la UGAC.
Pero la UGAC comenzó a reproducir los mismos métodos que parcticaba la extinta OPB hacia el interior de la FA (informes internos, entrismo y maniobras para apoderarse de posiciones de liderazgo...), y las tensiones se acrecientaron gravemente. Esto llevó a que los grupos de la UGAC abandonasen la FA en 1964, con excepción de los grupos de Estrasburgo y Grenoble.
En 1965 se creó un Comité de Liaisons des Jeunes Anarchistes (CLJA), que reagrupaba a individualidades de la FA, de UGAC, de FIJL (España) y grupos autónomos. Ese año Maurice Fayolle publicaba sus Réflexions sur l'anarchisme. Al año siguiente la UGAC hace pública la Lettre au mouvement anarchiste international (Carta al movimiento anarquista internacional), donde se expresaba la convicción de que el anarquismo ya no podría asumir el liderazgo del movimiento revolucionario, y debería resignarse a ser el componente de un movimiento más amplio. La UGAC dio inicio a una política frentista que llevó a una alianza con facciones maoístas y trotskistas. 
La militancia juvenil y universitaria, que había ido adquiriendo cada vez un mayor protagonismo, dio como resultado la creación de la Liaison des Étudiants Anarchistes (LEA). En 1967 se fundó otra tendencia interna dentro de la FA ; los comunistas libertarios se reunieron en la Organisation Révolutionnaire Anarchiste (ORA), que publicaba ‘’l'Insurgé’’.

## El Mayo Francés de 1968
Durante la década de 1960 la Internacional Situacionista influía sobre todo el pensamiento libertario y de izquierda en Francia. Los anarquistas tuvieron una actuación destacada en los acontecimientos del Mayo Francés, junto con otras organizaciones de la izquierda. Entre los líderes de la huelga y rebelión obrero-estudiantil se encontraba Daniel Cohn-Bendit, que por entonces se reivindicaba anarquista. Este había abandonado la Fédération anarchiste en 1967 y se había integrado al pequeño Groupe anarchiste de Nanterre y la revista Noir et rouge. También participaron en los nuevos movimientos sociales, el movimiento autonomista y los movimientos anticarcelarios. 
Durante los días 17 y 18 de marzo de 1968 en París se reunieron miembros de la Jeunesse anarchiste communiste (JAC),  la UGAC, la ex-Federación Comunista Libertaria e individualidades, que se reunieron a iniciativa de Georges Fontenis. Sobre el final del año se creará el Mouvement Communiste Libertaire (MCL), como resultado de esta reunión.
En mayo, antiguos miembros del grupo Espartaco y la Federación Anarquista (FA) crean en París el grupo Pour une critique révolutionnaire, que se reivindica simpatizante de Bonnot y Durruti, así com de las teorías situacionistas.
Ese mismo año, la UGAC participó del “Comité de Iniciativa para un Movimiento Revolucionario” (IMIC) con Alain Krivine, Daniel Bensaid y Henry Weber de la Jeunesse communiste révolutionnaire (JCR), militantes de la corriente "pablista”  (trotskista) y activistas comunistas libertarios liderados por George Fontenis.
En Carrara, Italia, se reúne el Congreso que dará origen a la Internacional de Federaciones Anarquistas (IFA). Pero la FA estaba dividida sobre la participación en este congreso, por lo que envió dos delegaciones, una explicando su oposición al Congreso, y otra como participante. 
Para 1968 se pueden incluir dentro del movimiento anarquista a las organizaciones y publicaciones siguientes: la Fédération anarchiste, el Mouvement communiste libertaire, la Union fédérale des anarchistes, la Alliance ouvrière anarchiste, la Union des groupes anarchistes communistes, la revista Noir et Rouge, la Confédération nationale du travail, la Union anarcho-syndicaliste, la Organisation révolutionnaire anarchiste  y diversos grupos (autónomos, espontaneístas, consejistas, , situacionestas), los Cahiers socialistes libertaires de Leval, la publicación À contre-courant de Louvet, La Révolution prolétarienne, y las revistas individualistas de Émile Armand.

## Desde 1969 hasta la actualidad
En 1969 sucede la creación de la Fédération anarchiste communiste d’Occitanie (FACO) por Guy Malouvier, que se adhiere a la ORA, que se separa de la FA y se constituye en una organización específica. Los excombatientes veteranos de la división española durante la Guerra Civil, ofrecieron apoyo a la ORA y cedieron la utilización de sus locales en la calle Vignoles (París 20e). Daniel Guerin escribe Para un Marxismo Libertario. La UGAC se autodisuelve, pero su periódico Tribune Anarchiste Communiste continuará su publicación hasta la década de 1990.
El 31 de enero de 1970, se funda la Alliance Syndicaliste Révolutionnaire et Anarcho-Syndicaliste (ASRAS), en París. Más tarde se convirtió en la Alliance syndicaliste siendo su órgano de prensa Solidarité ouvrière.
En 1971, el MCL y la ORA hicieron un intento de acercamiento que fracasa a pesar de la intervención y la mediación de Daniel Guerin. En julio, un grupo del MCL se pasó a la ORA. También, cuatro grupos de la ORA se unieron al MCL y dieron a luz a la primera Organisation Communiste Libertaire (OCL-1)  en un congreso en Marsella. El OCL inició contactos con el grupo consejista Gauche Marxiste. Guy Malouvier renuncia a la ORA después de los desacuerdos sobre la cuestión nacional. Del 1 al 4 de agosto, la Internacional de Federaciones Anarquistas celebró su segundo congreso en París. Algunos militantes de la ORA se retiran y entran en la Unión Comunista de Francia (grupo maoísta ultra-estalinista).
En 1972, se forma Confrontation Anarchiste con grupos escindidos de la FA; publican el  boletín Combat Anarchiste y el periódico Commune Libre. Hasta 1976 la tendencia no organizacionista será la mayoritaria en la agrupación.  Auto-disolución del grupo Pour une critique révolutionnaire. Son expulsados de la ORA los militantes que apoyaron las «candidaturas revolucionarias únicas» en las elecciones legislativas; pasarán a engrosar las filas de Lutte Ouvrière y de la Ligue Communiste.
Nace en 1974 el grupo Marge, que busca reunir a todos los considerados "marginados" (delincuentes, prostitutas, ex presidiarios, drogadictos, homosexuales, travestis, okupas, etc.). Creación del Groupe d'Action et d'Etudes Libertaires (GAEL), proveniente del grupo Poing Noir asociado a otros anarquistas no-organizacionistas. Se publica la revista La Lanterne noire editada por exmiembros de la revista Noir et Rouge. La OCL se rompe definitivamente luego de la deriva consejista de 1971. El resto de sus militantes, engrosados por la llegada de dos grupos escindidos de la ORA, fundó una nueva organización y la revista Rupture; pero tendrá muy escasa duración. Luego de las huelgas de 1974 en los bancos, los ferrocarriles y los correos, se funda una tendencia sindicalista y obrerista revolucionaria en el seno de la ORA. Esta tendencia, Union des Travailleurs Communistes Libertaires (UTCL),  criticaba la desviación ultraizquierda de la ORA (su anti-sindicalismo) y su confusión política. El 5 de diciembre: es arrestado Jean-Marc Rouillan, en París.
En el Congreso de la ORA de 1976, en Orleans, se confirma la exclusión de la tendencia UTCL. La ORA es renombrada Organisation communiste libertaire (OCL-2), que publica Front libertaire. Los excluidos de la ORA crean el colectivo Union des Travailleurs Communistes Libertaires (UTCL), con el periódico Tout le pouvoir aux travailleurs. El grupo Confrontation Anarchiste se disuelve y da lugar a Organisation Combat Anarchiste (OCA), que ahora es impulsada por militantes organizacionistas.
En mayo de 1976 es liberado Jean-Marc Rouillan. A fines de octubre se realiza la Conferencia Nacional de los Trabajadores Libertarios en París. Es convocada por iniciativa de la AS, el Groupe Anarcho-Syndicaliste (GAS) de Rouen y la UTCL. La FA, la CNT y la UAS estuvieron presentes como observadores. El Monde libertaire se convierte en semanario libertario.
El 25 y 26 de febrero de 1978 se reúne el Congreso Constituyente de la UTCL. La FA ahora incluye en sus principios básicos la lucha de clases. Se separan de la FA algunos militantes no estaban de acuerdo sobre de la integración del concepto de lucha de clases en los principios básicos que rigen el funcionamiento de la federación. Fundaron la Union anarchiste (UA) con Le Libertaire como periódico.
En septiembre del mismo año se reunió en Rouen la Conférence nationale des anarcho-syndicalistes  (CNAS) a iniciativa del GAS de Rouen y la AS. Y los grupos están presentes FA, el FA en calidad de observador, y la CNT (Vignolles), CNT (Tour d'Auvergne), la UTCL, la UAS, Syndicat Autogestionnaire des Travailleurs (SAT) de Lyon y personas independientes.
En 1979 se auto-disuelve el grupo "Marge". En marzo de ese año se reúne el CNAS en Lyon. Deja de salir el semanario Front libertaire. Daniel Guerin y Fontenis George se incorporan a la UTCL. Primera aparición del grupo Action Directe.
El 27 y 28 de marzo de 1980, 32 personas fueron arrestadas en relación con una investigación sobre Action directe. Los contactos entre OCA y UTCL, terminan con la integración de la primera en el UTCL. El periódico Lutter que era el vocero de la OCA, a partir de entonces se convierte en el periódico de UTCL. La OCL publica el periódico mensual Courant Alternatif. El trabajo encubierto de un informante de la policía (Gabriel Chahine) permite la detención el 13 de septiembre de una docena de militantes de Action directe (incluyendo a Jean-Marc Rouillan y Nathalie Ménigon).
En mayo de 1981 sucede el Congreso de la Federación Anarquista. El mismo año nace Radio Libertaire, en pleno auge de las radios libres. El 10 de junio, cinco personas son acusadas de robo de Condé-sur-l'Escaut son arrestados. El 7 de agosto, la mayoría de los presos políticos fueron indultados: Jean-Marc Rouillan es liberado. El 22 de agosto inician una huelga de hambre en la cárcel Nathalie Ménigon y los acusado del robo de Condé-sur-l'Escaut. Inicia sus emisiones Radio Libertaria el 1 de septiembre. El 17 y 26 de septiembre, Nathalie Ménigon y la mayoría de los presos en huelga de hambre son liberados por razones médicas. En octubre es liberado el último preso en huelga de hambre.
En 1983 es creada la Coordination Libertaire Étudiante (Coordinación de Estudiantes Libertarios - CLE). El 29 de agosto, las fuerzas policiales del CRS allanan el estudio de Radio Libertaria y secuestra el material. El 3 de septiembre, una manifestación de cinco mil personas pide por la libertad de expresión y obtiene una frecuencia para Radio Libertaria.
En 1984 sucede el arresto en Aviñón de Helyett Besse, militante vinculado a Action directe. Al año siguiente, el 25 de enero, es asesinado el general Audran (reivindicado por Action Directe).
Comienza sus emisiones Radio Pirate en París, en 1986. Grupos antifascistas se unen para formar la Coordinación Nacional Antifascista (CNAF). El 4.º Congreso de la IFA se celebra en París el 31 de octubre, 1, 2 y 3 de noviembre, que reunió unas cuarenta delegaciones, la Federación Francesa recibe el mandato del secretariado de la IFA. El 17 de noviembre es asesinado el presidente y CEO de Renault, Georges Besse (reivindicado por Action directe).
El 21 de febrero de 1987 se produce la detención de cuatro miembros clave del grupo Action Directe (JM Rouillan, Ménigon N., Joelle Aubron y Georges Cipriani) en una granja, en Vitry-aux-Loges (Loiret). Finalmente, se condenó a los cuatro a cadena perpetua.
Em 1989, se funda el grupo anticarcelario durante el bicentenario de la toma de la Bastilla, los "Sans-cravates", que organizan una manifestación el 13 de julio por la noche en la prisión de la Santé.
En 1990, un centenar de activistas de la UTCL, la FA, la CJL, OCL y ACT, lanzan una “Convocatoria para una alternativa libertaria”, a fin de reagrupar a todos los comunistas libertarios en una misma organización.
En 1991 ocurre el Congreso Constituyente de Alternative Libertaire (Alternativa Libertaria - AL). La UTCL y CJL se autodisuelven y sus militantes se incorporan a Alternative libertaire, que publica su "Manifiesto por una alternativa libertaria" y lanzan el periódico Alternative Libertaire. Basándose en las teorías de Daniel Guérin, reivindican el comunismo libertario y el sindicalismo revolucionario.
En 1993 se divide la CNT debido a desacuerdos sobre la participación en elecciones. Surge la CNT-Vignoles que incluye a la mayor parte de los activistas, pero queda una minoría en la CNT-AIT. Creación de nuevas secciones en el sindicato de la educación de la CNT-Vignoles: Formation Action Universitaire (FAU) y la Formation Action Lycéenne (FAL). El 11 de noviembre se realiza una reunión de los anarquistas en París, en Place de la Republique. Todas las organizaciones libertarias participan. 

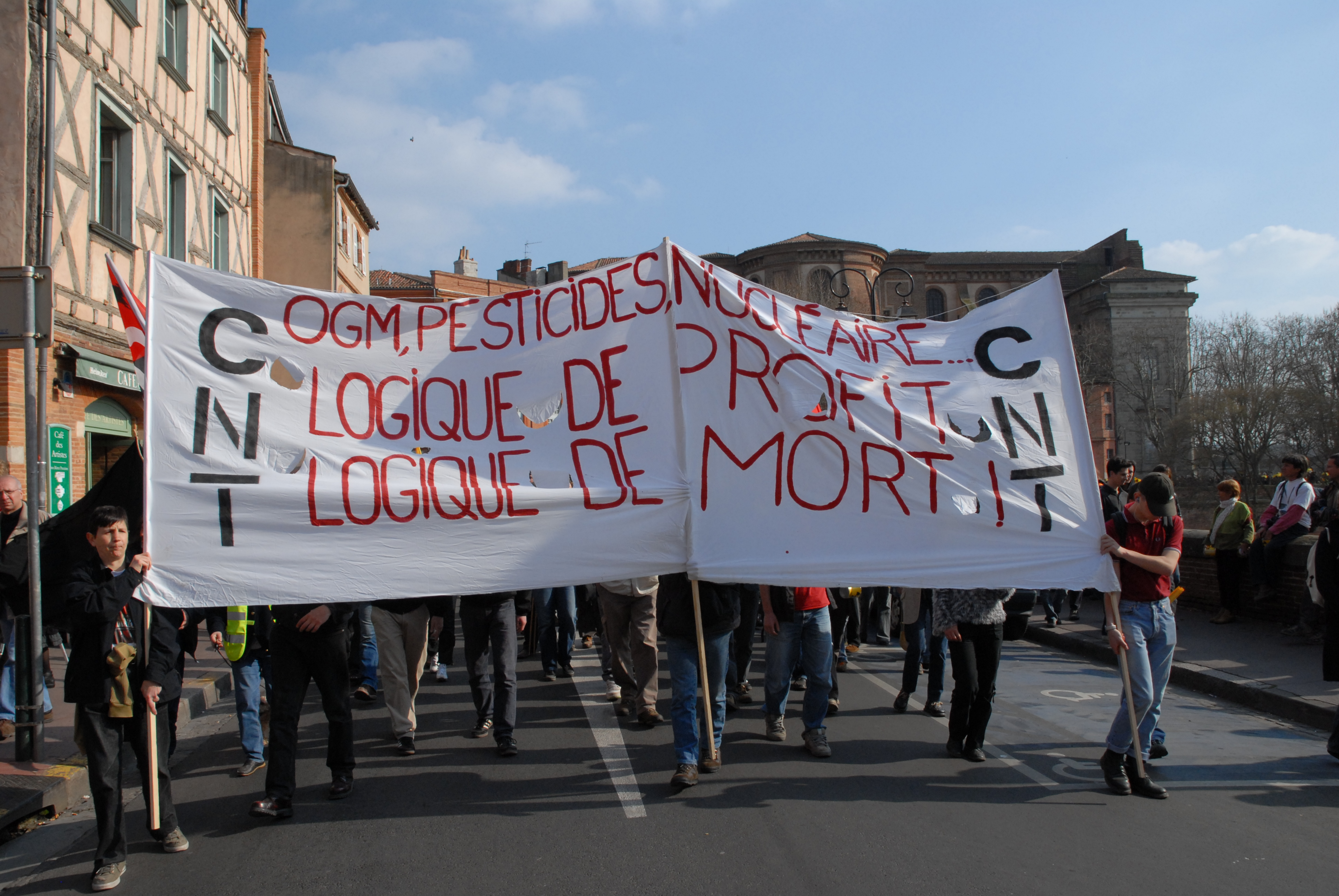
CNT-F

En diciembre de 1996, la CNT-Vignoles es excluida de la Asociación Internacional de los Trabajadores (AIT) durante el Congreso de Madrid. La CNT-AIT es reconocida como la única sección francesa de la AIT.
El 5.º Congreso de la Internacional de Federaciones Anarquistas es celebrado en Lyon, en 1997. El mismo año sucede el encarcelamiento en París de un anarquista italiano, Massimo Passamani; un comité se crea para garantizar su liberación, la cual se lograría el año siguiente.
En el año 2000 se construye el colectivo "Para poner fin a todas las cárceles". El 4 de noviembre, 500 personas se manifestaron en París para la abolición de la prisión. El colectivo es prácticamente disuelto al año siguiente, aunque sobrevivirá hasta 2003.
El 1 de abril de 2001, a iniciativa de la CGT española, se celebró una reunión en Madrid a la que asistieron Alternative Libertaire, No pasarán, OSL argentina, FAG brasileña, FAU uruguaya Al Badil Al Chooi al Taharouri (Alternativa Comunista Libertaria, Líbano), ORA checa , OSL suiza, Unicobas italiana, SAC sueca, CIPO-RFM (México), Apoyo Mutuo (España) y la CNT Vignoles. Estas organizaciones —a excepción de la CNT-Vignoles— decidieron la construcción de la red Solidaridad Internacional Libertaria (SIL), a la que se incorparon la NEFAC, la ZACF (Sudáfrica), el FDCA (Italia) y AUCA (Argentina).
Del 11 al 16 de noviembre de 2003, a iniciativa de la Federación Anarquista, se organiza un Foro Social libertario en Saint-Ouen paralelo al Foro Social Europeo en Saint Denis. Alternative Libertaire abre sus locales públicos en París, rue d'Aubervilliers.
En abril de 2004 se reúne el 7.º Congreso de la Internacional de Federaciones Anarquistas, en Besançon. Después de su congreso de mayo en Rennes, varios grupos de la FA (Lyon, Lille, Nantes, Saint-Brieuc) se desfederan. En mayo se crea el grupo libertario Place Libre y el Foro del mismo nombre. Es celebrado en noviembre el VII Congreso de la Alternative Libertaire, en Angers.
En 2006, es celebrado en octubre el VIII Congreso de la Alternative Libertaire, en Agen.

## Presente
Hoy en día, el panorama libertario se compone de una docena de organizaciones la FA (le Monde libertaire), y AL (Alternative libertaire) son las dos organizaciones más estructuradas ; además se pueden mencionar :  No pasarán (No pasarán), la Organisation Communiste Libertaire (Courant alternatif), la Coordination des Groupes Anarchistes (Infos et analyses libertaires), Offensive Libertaire et Sociale, la CNT-AIT, el Groupement d'Action et de Réflexion AnarchoSyndicaliste (GARAS), el Syndicat Intercorporatif Anarchosyndicaliste (SIA), la Coordination anarchiste, la Union des anarchistes…
La CNT-Vignoles se desempeña exclusivamente en el ámbito sindical y ya no se puede considerar exclusivamente anarquista, porque sus miembros no necesariamente adhieren al ideal libertario.

## Anarquistas franceses destacados
| - Pierre Joseph Proudhon (1809–1865) - Gustave de Molinari (1819-1912) - Joseph Déjacque (1821–1864) - Anselme Bellegarrigue - Louise Michel (1830–1905) - Elisée Reclus (1830–1905) - Georges Sorel (1847–1922) - Jean Grave (1854–1939) - Sébastien Faure (1858–1942) - Zo d'Axa (1864–1930) - Émile Armand (1872–1963) - Albert Libertad (1875–1908) - Han Ryner (1861–1938) | - Jules Bonnot (1876–1912) - Marius Jacob (1879–1954) - Maurice Joyeux (1910–1991) - Jean Maitron (1910–1987) - Jacques Ellul (1912–1994 - Georges Fontenis (1920) - Alexander Grothendieck (1928-?) - Albert Camus (1913–1960) - Daniel Guérin (1904–1988) - Georges Brassens (1921–1981) - Gilles Deleuze (1925–1995) - Michel Onfray (1959) |